# Rescate
Rescate o estilitzat com a RESCATE (acrònim de Reyes En Servicio de Cristo Ante Tiempos Extremos) és una banda argentina de rock cristià que es va formar l'any 1987 a la ciutat de Sant Nicolás de los Arroyos (província de Buenos Aires). Va editar vuit àlbums, cadascun amb un estil totalment diferent, van guanyar-se la fama i el reconeixement internacional. És considerada com una de les primeres bandes de rock cristià d'Argentina amb èxit massiu i una de les més influents. Han aconseguit nominacions als Premis Arpa i Premis Gardel.

## Història

### Inicis
A mitjans dels 80, els integrants que després serien RESCATE, eren part d'una banda de Sant Nicolás anomenada Todá Rabá («Moltes Gràcies» en hebreu). Rescate es va formar al 1987 amb dos amics, l'adolescent estatunidenc Jonathan Thompson, i Ulisses Eyherabide. Inspirats en bandes de rock cristià anglosaxones, els seus referents van ser Petra, Michael W. Smith i Whitecross.
Van decidir explorar un gènere fins llavors sense precedents a la música en castellà: el rock gospel en espanyol. Van començar a tocar en festivals under, i també a la ciutat de Rosario (província de Santa Fe), a 70 km al nord, majoritàriament en concerts amb finalitats benèfiques.
L'any 1988 van viatjar a Buenos Aires, als estudis Panda per gravar sis cançons, que mesos després editarien en un llançament de cent cassets Ninguna religión, el seu primer disc. En aquest moment Rescate era conegut a la zona i va arribar a compartir escenari amb bandes com Els Pericos a diferents festivals de primavera. El moviment de la música gospel a l'Argentina era molt incipient, però distribuïdors de música cristiana del seu país els oferien gravar i editar un disc per a un mercat més ampli. Rescate tenia dos integrants de Buenos Aires, Walter Albornoz i Marcelo Mollo, un seguidor de Luis Alberto Spinetta, amb una poesia molt urbana i influenciada pel rock nacional.

### Puentes para madurar
El 1992, als estudis Ió graven Puentes para madurar, un disc on Eyherabide comparteix i es reparteix la tasca de compondre cançons amb Marcelo Mollo.

### Ninguna religión - Remix
Al 1994, Rescate reedita aquell primer enregistrament de Ninguna religión, sota el títol Remix. Ja amb millor producció van tornar a enregistrar aquelles primeres cançons i van afegir-ne dos temes inèdits.
1996 és un any on Rescate recorre tot el país i fa concerts memorables a Capital Federal i altres multitudinaris com en l'escenari de Las Toscas a Mar del Plata.
Per a llavors el grup tenia ja molt públic, i els concerts comencen a ser matèria freqüent i un grapat de bandes que encoratjades pel moviment neixen, creixen i es fan un espai.

### El pelo en la leche
1997 és un any on al cor de Rescate neix la idea de fer un crossover amb el rock popular. Això ja passava als Estats Units i Ulisses i els seus sabien de molts artistes amb essència cristiana que eren molt populars i massius com U2 o Stevie Wonder, entre d'altres.
Allà neix la idea de gravar i editar de forma independent sota un segell no cristià: "El pelo en la leche". Un disc criticat com «avançat» al moment de la música rock cristiana d'aquell moment. Les lletres presentaven un codi compartit per joves interessats a conèixer el missatge de la Bíblia.
Van pagar el preu de la crítica de certa part conservadora de cristians que van interpretar el disc, potser, com una manera d'evasió a la responsabilitat d'un cristià a difondre el missatge de Déu.
Tot i així, van començar a participar a exposicions de música gospel internacional, i allà anaven els primers discos de Rock cristià argentí a Miami (els Estats Units), Mèxic i Puerto Rico.

### No es cuestión de suerte
L'any 2000, gairebé com un tornar a començar, és l'any del gran enlairament de Rescate. El nou mil·lenni els agafa més units i decidits a canviar la història de la música cristiana a Llatinoamèrica. Produeixen i graven "No es cuestión de suerte", el primer disc massiu de Rescate en tota Amèrica.
Es van fer les fotografies de l'àlbum a un casino, desafiant novament la crítica religiosa. Van publicar el disc que els va portar a viatjar en els següents dos anys per més de deu països de tota Amèrica.
Classificats en els primers llocs de ràdios de Mèxic, Colòmbia, Guatemala, no van parar de viatjar i rebre elogis i premis per aquest disc. Hits com a "Loco" o "Deja que te toque" continuen sent cançons preferides pels seus seguidors.
Aquest mateix any van gravar l'àlbum Linea de Riesgo de Marcelo Patrono i a l'any següent (2001) van gravar la cançó El amor verdadero a l'àlbum A VIVA VOZ.

### Quitamancha
2002 era un any desafiant. Venien d'un gran disc com No es cuestión de suerte i almenys s'havien d'igualar les expectatives. Allà neix Quitamancha, una revolucionària idea d'interpretar la gràcia de Déu en un concepte de "programa de rentada intensa". Un disc molt cuidat en tots els seus aspectes. La imatge, el so, la producció, sent la primera vegada que Rescate es posava en mans de productors externs. Allí la feina del conegut Juan Blas Caballero va ser més que important.
Quitamancha té convidats de luxe com Mark Mohr cantant de Christafari, Abraham Laboriel, i diversos músics de l'escena argentina com Guillermo Vadala (Fito Páez), Martín Carrizo (A.N.I.M.A.L), Guillermo Novellis (La Mosca Tse Tse) entre d'altres.

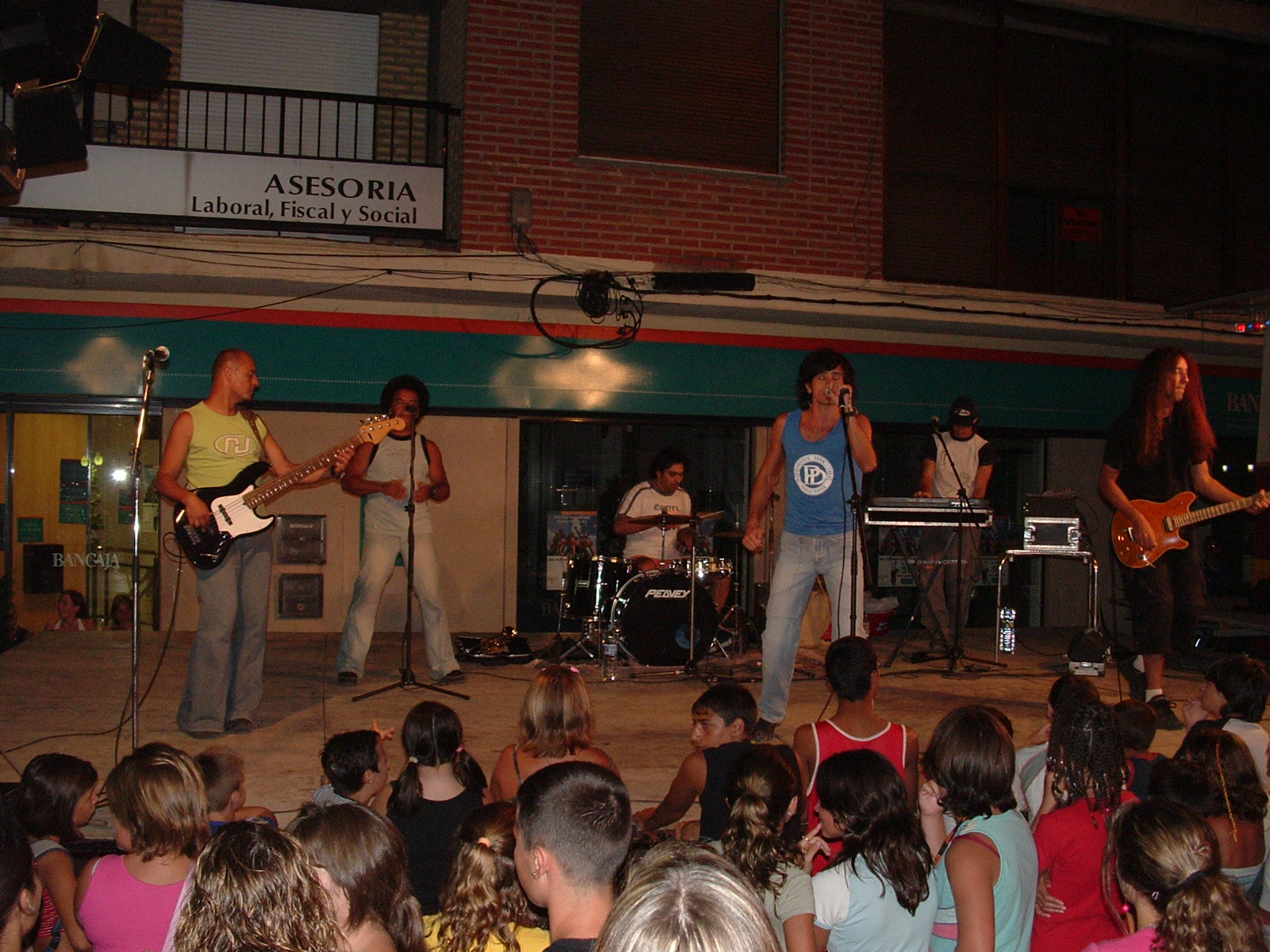
RESCATE en un concert a Canals, València, el 10 d'agost de 2004.

El 2003 Rescate viatja per primera vegada a Europa a compartir un tour amb Petra i Paul Colman Trio. S'obre al mercat anglosaxó i comença a recórrer festivals com a única banda llatina, fent història en països com Alemanya, Suïssa, i en festivals com el conegut Freakstock.
Per a 2004 la banda portava recorreguts 25 països. Aquella gira els va portar a donar 120 concerts, una gira europea de 35 concerts en 50 dies per set països: Eslovàquia, Suïssa, Alemanya, Espanya, Itàlia, Holanda, i Irlanda. D'aquest disc, la cançó més destacada va ser «Quiero más Paz».

### Una raza contra el viento
La companyia discogràfica Sony Music els va proposar la possibilitat d'editar el seu sisè àlbum. Al setembre de 2004 es va editar Una raza contra el viento, un disc en viu que resumeix el més fresc i potent de la seva carrera. Vint temes al costat de tres mil persones aun teatre de Buenos Aires. Un disc que reflecteix en la seva més total idea l'esperit de la banda.
Rescate va inaugurar els festivals més importants del país, com el San Pedro Rock, i el Quilmes Rock. Rankea els seus vídeos en els canals de música més importants de l'Argentina.

### Buscando lío
Després de 3 anys, Rescate va tornar a un estudi de gravació, aquesta vegada de la mà d'Universal Music, redoblant l'aposta, aconseguint novament un disc diferent respecte de l'anterior, superant àmpliament les expectatives del públic i de la banda, cosa que es va veure reflectida a l'extensa gira de concerts que va generar, així com també en les nominacions i premis en els quals el disc va ser guardonat.
La presentació oficial es va produir a l'Estadio Obras juntament amb músics convidats de la banda com Juanchi Baleiron (Els Pericos), Diego Bisio (Kyosko), Marcelo 'Corvata' Corvalán (Carajo) i el raper Frost amb qui Ulises interpreta la cançó homònima al disc. La sorpresa va ser la presència del president de la companyia Universal i director de la MEGA 98.3, Manuel Peña, qui va lliurar a RESCATE la distinció per haver obtingut, en menys de 2 mesos, el Disc d'Or.

### Arriba!

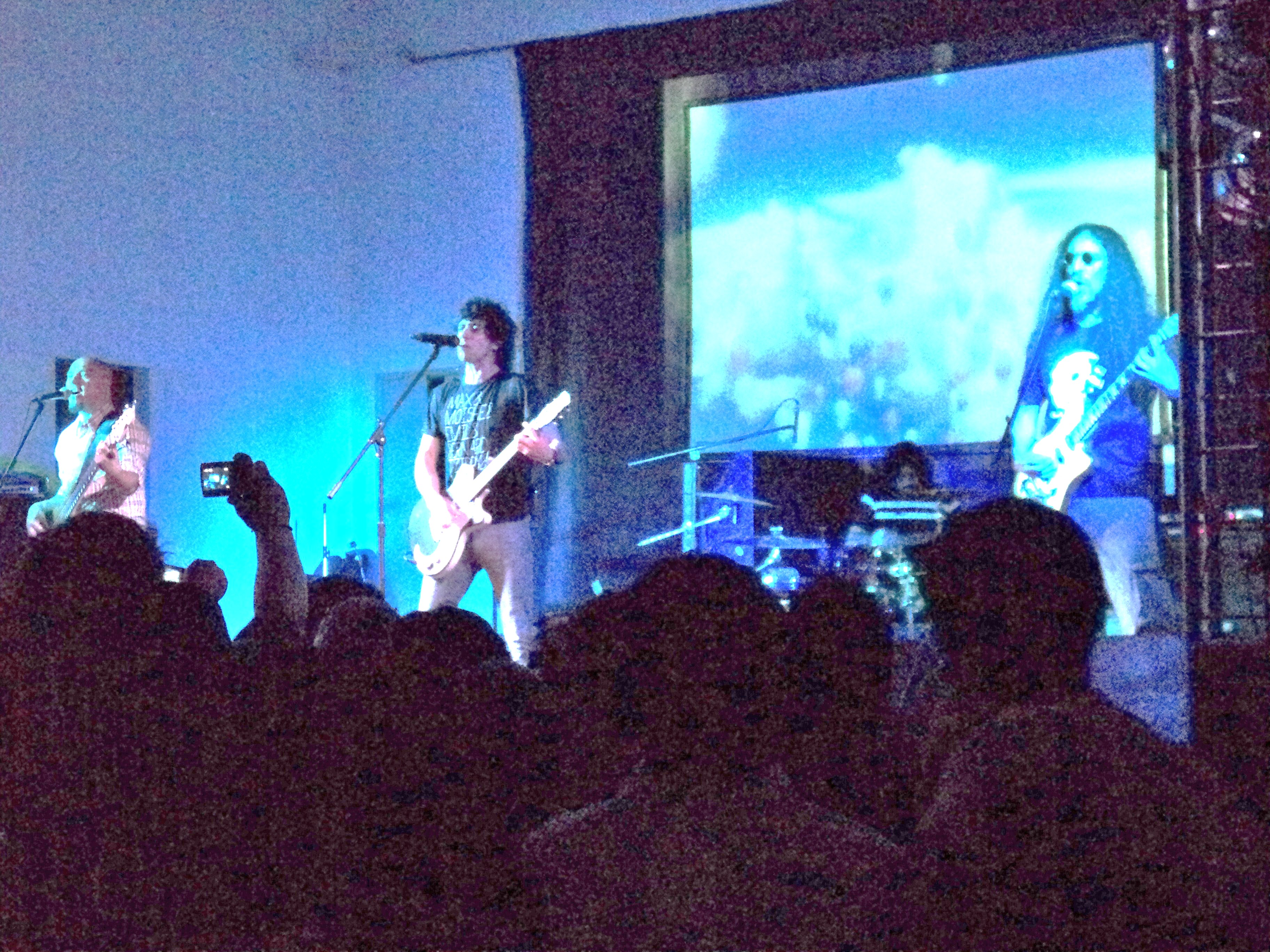
Rescate en viu 2011.

A principis del 2009, Rescate coneix al productor Tweety González; des d'aquí va estar latent la possibilitat que fos el seu nou productor musical.
Durant tot l'any 2009 van estar escrivint cançons, tenint les seves trobades entre concerts i gires per a concentrar-se en la composició del nou disc. A finals del 2009, comença la preproducció del que seria el disc del grup.
Als inicis de 2010 es repartien assajos i demos a estudis d'enregistrament entre les seves ciutats, Rosario i San Nicolás de los Arroyos, mentre que Tweety viatjava i supervisava les etapes inicials del treball. A l'abril la banda es va mudar temporalment a Buenos Aires on va començar a enregistrar a l'estudi “El piu”, a Capital Federal.
Després de gairebé tres setmanes d'enregistrament el material estava llest per a ser remasteritzat; es va enviar el disc a Anglaterra i mentre aquest és remasteritzat, els integrants preparaven el qual seria la part gràfica.

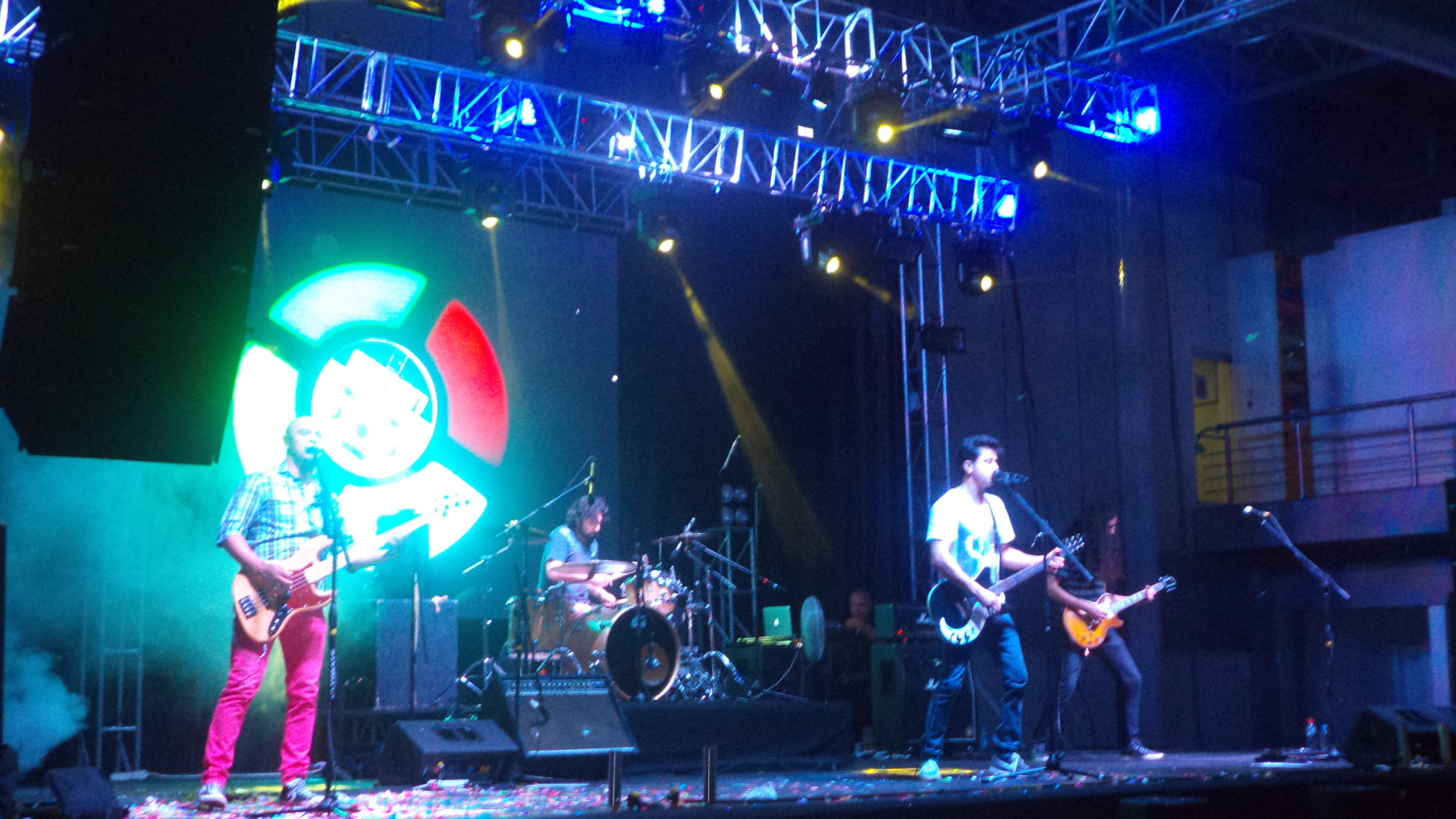
Rescate en l'últim concert del seu TourArriba2013 tancant l'any en Guayaquil, l'Equador.

L'agost del 2010 van presentar el primer avançament del disc, "Ellos van"; primera canço de difusió del disc, del qual va tenir un videoclip promocional.
Aquesta nova cerca musical porta a Rescate a explorar nous sons, guitarres ben potents que viatgen en un mix de ritmes, tenint una gran varietat de ritmes com: Rock Pop, Rock, balada, bolero i ritmes llatins, que fan que “Arriba!” sigui un fidel reflex del present i de l'enorme futur de Rescate.

### Indudablemente
El 15 d'agost de 2014 és el llançament oficial del disc, sota el segell de CanZion, encara que dies abans ja havien llançat el senzill "Tiene razón".
El disc proposa una diferència mínima amb l'estil que sempre havien tingut. "Indudablemente" és una cançó que resumeix l'estil del disc. La cançó "El sueño", al final del disc, és una manera molt ben planificada d'acabar-ho ja que compta amb un missatge molt profund.
CanZion va llençar la nova producció discogràfica de Rescate, amb els qui recentment va signar un conveni de distribució. L'àlbum porta per títol, "Indudablemente" i consta d'onze temes, dels quals, la cançó «Tiene razón» ja sona fortament a la ràdio cristiana de parla hispana. «Indudablemente» és un salt cap endavant a la carrera de Rescate, tant en qüestió musical com en qüestió espiritual. Les lletres, més poètiques i metafòriques que mai abans, són fortament honestes i confronten, com en el tema «El veneno», segon talli de l'àlbum: "El bien que deseo, me cuesta lograrlo; el mal que no quiero, viene sin llamarlo. Uno siempre cree que el mal está afuera; el mal es mi carne y esa es mi condena", una clara al·lusió a les paraules de l'apòstol Pau sobre la seva lluita contra els desitjos de la carn.
Aquest disc va ser conegut per «Tiene razón», un videoclip que explica que Déu sempre té raó, i ajuda a no ensopegar amb la mateixa pedra al final. La segona canço tracta sobre el verí, en la qual apareixen curts de la pel·lícula evangelitzadora l'altre.
Aquest àlbum parla sobre la fidelitat de Déu i el perdó que ell dona, i ensenya sobre la Bíblia amb sons de balada, rock, etc.

### Separació
El dijous 27 de febrer de 2020, la banda Rescate va anunciar el final de la seva carrera musical a través de les seves xarxes socials.
Ho van fer amb un missatge de comiat, que deia el següent: "Querido pueblo Rescatero, llegó el momento de despedirnos. Nos hemos tomado un año de inactividad para tomar esta decisión tan trascendental para nuestras vidas. Hemos puesto en balanza nuestros propios corazones, nuestras familias y camino recorrido. Hasta aquí llegó Rescate. Como dice la Biblia: “..tiempo y ocasión acontecen a todos.” estamos convencidos de que este es nuestro tiempo del final. Más de 30 años recorridos nos hermanan a tres generaciones que han sido atravesadas por nuestras canciones y nos unen en un mismo Espíritu. La palabra de Dios nunca vuelve vacía y la semilla que cae en tierra fértil trae fruto permanente. Miramos hacia atrás no con nostalgia sino con agradecimiento de corazón a Dios por todo lo vivido, a todos los lugares y personas que nos recibieron como banda, y a todas las generaciones que nos siguieron en cada ciudad y en cada concierto. Los amamos, siempre serán parte de nuestra vida, de nuestra historia y de nuestro corazón. Como grupo de amigos queda el acuerdo de decir, hasta aquí llegamos, y seguir fortaleciendo nuestros lazos de amistad y hermandad. Hasta siempre y que Dios nuestro Padre los bendiga a todos."

### Defunció d'Ulises Eyherabide
El divendres 29 de juliol de 2022, va morir Ulises Eyherabide després de lluitar contra un càncer de còlon, va ser sepultat el 30 de juliol de 2022 en el Celestial Cementerio Parque de San Nicolás, província de Buenos Aires.

### Retorn
El 7 de setembre de 2022, 40 dies després després de la defunció d'Ulisses, els restants membres de Rescat (Marcelo Tega, Marcelo Barrera i Sergio Pablo Ramos) anuncien a les xarxes socials (inactives des del 2020, dia de l'anunci de la seva separació) un vídeo confirmant el retorn de la banda per a realitzar un concert en homenatge pòstum a Ulisses Eyherabide.

## Discografia

### Àlbums d'estudi
- 1989: Ninguna Religión
- 1992: Puentes para madurar.
- 1997: El pelo en la leche
- 2000: No es cuestión de suerte
- 2002: Quitamancha
- 2007: Buscando lío
- 2010: Arriba
- 2014: Indudablemente

### Àlbums en viu
- 2004: Una raza contra el viento (guardó d'or).
- 2018: Rescate Sinfónico

## Integrants

### Formació
- Ezequiel Bauzá - Veu, Guitarra rítmica - (2023-present)
- Marcelo Barrera - Guitarra principal - (2001-2020, 2022-present)
- Marcelo Tega - Baix, Cors (1991-2020, 2022-present)
- Sergio Pablo Ramos - Batería (1992-2020, 2022-present)

### Antics membres[calcitació]
- Ulises Eyherabide - Veu, Guitarra rítmica (1987-2020)
- Juan Manuel Peralta - Saxofon (1988-1994)
- Marcelo Vitrano - Bateria Percussions i Cors (1988-1994)
- Daniel Vitrano - Trompeta (1988-1990)
- Walter Albornoz - Guitarra principal (1988-1996)
- Dario Figueredo - Guitarra principal (1996-2002)
- Walter Caballero - Percusiones (1988-2000)
- Claudio Franc - Saxofon (1989-2007)
- Marcelo Mollo - Teclats, Piano (1991-1995)
- Pablo Bauzá - Teclats, Piano (1995-2007)
- Esteban Albarracin - Baix, Teclat (1988-1992)
- Jonathan Thompson - Teclados (1987-1991)
- Adrian Falgatelli - Clarinet (1988-1990)
- Miguel Kyrcos - Saxofon (1994)
- Griselda Bauza - Cors (1994-1997)
- Adrian Schinoff - Teclats (1997)
- Marcelo Nuñez - Teclats (2015-2020)
- Magalí Belchor - Cors (2002)
- Rubén López - Trompeta i Stage Manager (1992-2020)

## Videoclips

### Musicals
- 2000: No es cuestión de suerte.
- 2003: Quitamancha.
- 2007: Vean.
- 2008: Amor que sobra.
- 2010: Ellos van.
- 2011: Soy José (con el puertorriqueño Vico C).
- 2014: Tiene razón.
- 2014: El veneno.
- 2015: Indudablemente.
- 2017: De aquí no me voy (amb Redimi2)
- 2018: Quiero más (Mundial de Fútbol 2018).
- 2018: Sobre la mesa (amb Dozer)
- 2022: VENGAN! (amb Maxi Bongarrá d'Año Cero)
- 2023: MASHUP SESSION

## Premis i nominacions
| Any  | Premi             | Categoria                          | Disc                      | Estat     |
| ---- | ----------------- | ---------------------------------- | ------------------------- | --------- |
| 2005 | Premios Arpa      | Millor àlbum pop/rock en viu       | Una raza contra el viento | Guanyador |
| 2005 | Premios Arpa      | Millor disseny de pàgina web       | www.rescategospel.com.ar  | Nominat   |
| 2007 | Premios Arpa      | Àlbum de l'any                     | Buscando lío              | Guanyador |
| 2007 | Premios Arpa      | Millor productor                   | Buscando lío              | Nominat   |
| 2007 | Premios Arpa      | Millor àlbum de rock               | Buscando lío              | Guanyador |
| 2007 | Premios Edición G | Millor àlbum de rock               | Buscando lío              | Guanyador |
| 2007 | Premios Edición G | Millor enginyeria d'enregistrament | Buscando lío              | Guanyador |
| 2008 | Premios Gardel    | Millor àlbum rock gospel           | Buscando lío              | Guanyador |
| 2014 | [Premios Arpa     | Millor banda mundial               | Indudablemente            | Guanyador |
| 2014 | Premios Arpa      | Millor Vídeo Musical               | Indudablemente            | Nominat   |
| 2015 | Premios Arpa      | Millor Vídeo Musical               | Indudablemente            | Guanyador |